# Acanthocereus rosei
Acanthocereus rosei ist eine Pflanzenart in der Gattung Peniocereus aus der Familie der Kakteengewächse (Cactaceae). Das Artepitheton rosei ehrt den US-amerikanischen Botaniker Joseph Nelson Rose.

## Beschreibung
Acanthocereus rosei  wächst strauchig und mehr oder weniger aufrecht mit abwärts gerichteten Zweigen und erreicht Wuchshöhen von bis zu 2 Meter. Die schmutzig weißen, fleischigen Wurzeln sind knollenförmig und weisen einen Durchmesser von 8 bis 10 Zentimeter auf. Die grünen Triebe sind 30 bis 80 Zentimeter lang und weisen einen Durchmesser von 1 bis 1,5 Zentimeter auf. Unterhalb jeder Areole sind sie mit zahlreichen, winzigen, weißen Flecken bedeckt. An Jungtrieben sind vier bis fünf Rippen vorhanden, ältere Triebe sind nahezu drehrund. Anfangs sind nur ein bis zwei, später acht bis neun, dünne, gelbe, abwärts gerichtete Dornen vorhanden. Manchmal fehlen sie ganz.
Die weißen Blüten sind bis zu 10 Zentimeter lang und erreichen ebensolche Durchmesser. Ihr bewolltes Perikarpell ist mit Dornen besetzt. Die eiförmigen, roten Früchte erreichen eine Länge von bis zu 3 Zentimeter.

## Verbreitung, Systematik und Gefährdung
Acanthocereus rosei  ist in den mexikanischen Bundesstaaten Jalisco und Sinaloa verbreitet.
Die Erstbeschreibung erfolgte 1926 durch Jesús González Ortega. Joël Lodé stellte die Art 2013 in die Gattung Acanthocereus.
In der Roten Liste gefährdeter Arten der IUCN wird die Art als „Vulnerable (VU)“, d. h. als gefährdet geführt.

## Nachweise